# Euscorpiops beccaloniae
Euscorpiops beccaloniae – gatunek skorpiona z rodziny Euscorpiidae.
Gatunek ten opisany został w 2005 roku przez Františka Kovaříka na podstawie pojedynczego samca odłowionego w 1930 roku w dolinie Mali Hka. Epitet gatunkowy nadano na cześć Janet Beccaloni.
Holotypowy samiec jest jednolicie rudoczarny i ma 58 mm długości ciała, z czego 9,4 mm przypada na karapaks, a 29,7 mm na zaodwłok z telsonem. Powierzchnia przedodwłoka jest granulowana, na wierzchu opatrzona pojedynczym żeberkiem środkowym, na spodzie siódmego segmentu zaś 4 niewyraźnymi żeberkami. Grzebienie mają 8 i 9 ząbków. Zaodwłok jest rzadko granulowany, wyposażony w 10 żeberek na pierwszym segmencie, po 8 na segmentach od drugiego do czwartego i 7 na piątym. Na rzepce nogogłaszczków 18 trichobotriów zewnętrznych i 12 brzusznych. W szczególności występuje 5 trichobotriów eb i 4 est. Szczypce nogogłaszczek są nabrzmiałe, na ich gładkiej powierzchni zewnętrznej występuje mniej niż 40 ziarenek, z których większość składa się na żeberko środkowe.
Pajęczak znany tylko z Mjanmy, z gór Kachin Taung.